# Elaeocarpus grahamii
Elaeocarpus grahamii är en tvåhjärtbladig växtart som beskrevs av F. Müll.. Elaeocarpus grahamii ingår i släktet Elaeocarpus och familjen Elaeocarpaceae. Inga underarter finns listade i Catalogue of Life.